# Christopher Taylor
Christopher Taylor (Spanish Town, 1º ottobre 1999) è un velocista giamaicano, vincitore nel 2022 della medaglia di d'argento ai mondiali nella staffetta 4×400 m.

## Palmarès
| Anno | Manifestazione   | Sede      | Evento      | Risultato  | Prestazione | Note                  |
| ---- | ---------------- | --------- | ----------- | ---------- | ----------- | --------------------- |
| 2015 | Mondiali U18     | Cali      | 400 m piani | Oro        | 45"27       |                       |
| 2016 | Mondiali U20     | Bydgoszcz | 400 m piani | Semifinale | 46"60       |                       |
| 2016 | Mondiali U20     | Bydgoszcz | 4×400 m     | Bronzo     | 3'04"83     |                       |
| 2018 | Mondiali U20     | Tampere   | 400 m piani | Argento    | 45"38       |                       |
| 2018 | Mondiali U20     | Tampere   | 4×100 m     | Argento    | 38"96       |                       |
| 2021 | Giochi olimpici  | Tokyo     | 400 m piani | 6º         | 44"79       |                       |
| 2021 | Giochi olimpici  | Tokyo     | 4×400 m     | 6º         | 2'58"76     |                       |
| 2022 | Mondiali indoor  | Belgrado  | 400 m piani | Semifinale | dnf         |                       |
| 2022 | Mondiali         | Eugene    | 400 m piani | 7º         | 45"30       |                       |
| 2022 | Mondiali         | Eugene    | 4×400 m     | Argento    | 2'58"58     |                       |
| 2022 | Campionati NACAC | Freeport  | 400 m piani | Oro        | 44"63       | Record dei campionati |
| 2022 | Campionati NACAC | Freeport  | 4×400 m     | Argento    | 3'05"47     |                       |